# Rubus tzebeldensis
Rubus tzebeldensis är en rosväxtart som beskrevs av Henri L. Sudre. Rubus tzebeldensis ingår i släktet rubusar, och familjen rosväxter. Inga underarter finns listade i Catalogue of Life.